# Rally Príncipe de Asturias de 1989
El Rally Príncipe de Asturias de 1989, oficialmente 26.º Rally Internacional Príncipe de Asturias, fue la vigésimo sexta edición, la 35 cita de la temporada 1989 del Campeonato de Europa de Rally y la octava de la temporada 1989 del Campeonato de España de Rally. Se celebró del 7 al 10 de septiembre y contó con un itinerario de veinticinco tramos que sumaban un total de 302 km cronometrados.

## Itinerario
| Día   | Tramo | Nombre        |
| ----- | ----- | ------------- |
| Día 1 | TC1   | San Tirso     |
| Día 1 | TC2   | Santa Bárbara |
| Día 1 | TC3   | El Cordal     |
| Día 1 | TC4   | La Foz        |
| Día 1 | TC5   | San Tirso     |
| Día 1 | TC6   | Santa Bárbara |
| Día 1 | TC7   | El Cordal     |
| Día 1 | TC8   | La Foz        |
| Día 1 | TC9   | San Tirso     |
| Día 1 | TC10  | Santa Bárbara |
| Día 1 | TC11  | El Cordal     |
| Día 1 | TC12  | La Foz        |
| Día 2 | TC13  | Oviedo        |
| Día 2 | TC14  | Piloña        |
| Día 2 | TC15  | Moandi        |
| Día 2 | TC16  | Torre         |
| Día 2 | TC17  | Libardón      |
| Día 2 | TC18  | Piloña        |
| Día 2 | TC19  | Moandi        |
| Día 2 | TC20  | Torre         |
| Día 2 | TC21  | Libardón      |
| Día 2 | TC22  | Piloña        |
| Día 2 | TC23  | Moandi        |
| Día 2 | TC24  | Torre         |
| Día 2 | TC25  | Libardón      |

## Clasificación final
| Pos. | Piloto                | Copiloto           | Automóvil                      | Tiempo       | Diferencia |
| ---- | --------------------- | ------------------ | ------------------------------ | ------------ | ---------- |
| 1.   | Josep Bassas          | Antonio Rodríguez  | BMW M3 E30                     | 3:53:27      | 0.0        |
| 2.   | Fernando Capdevila    | Francesc Bofill    | Lancia Delta Integrale         | 3:56:17      | +2:50      |
| 3.   | José Mari Ponce       | Gaspar León        | BMW M3 E30                     | 4:00:12      | +6:45      |
| 4.   | Josep María Bardolet  | Josep Autet        | Ford Sierra RS Cosworth 4-door | 4:02:47      | +9:20      |
| 5.   | Daniel Alonso         | Salvador Belzunces | Ford Sierra RS Cosworth        | 4:05:56      | +12:29     |
| 6.   | Cele Foncueva         | Jacinto Martínez   | Renault 5 GT Turbo             | 4:10:30      | +17:03     |
| 7.   | Jean Egal             | Jöel Malherbe      | Opel Kadett GSI 16V            | 4:14:16      | +20:49     |
| 8.   | José Piñón            | José A. Peñaranda  | Renault 5 GT Turbo             | 4:15:26 1:00 | +21:59     |
| 9.   | Javier Azcona         | Miguel Aldaz       | Peugeot 205 GTI 1.9            | 4:15:46 1:00 | +22:19     |
| 10.  | Miguel-Martínez Conde | Amadeo Aguirre     | Renault 5 GT Turbo             | 4:16:10      | +22:4      |